# Acer platanus
Acer platanus é uma espécie de árvore do gênero Acer, pertencente à família Aceraceae.